# Shangri-La (anime)
Pour les articles homonymes, voir Shangri-La (homonymie).
Shangri-La (シャングリ·ラ, Shanguri Ra) est une série de light novels d'Eiichi Ikegami parue entre avril 2004 et mai 2005 aux éditions Kadokawa Shoten. Elle a été adaptée en manga et en série d'animation (anime) sortie début 2009 et produite par les studios Gonzo.

## Résumé
Milieu du XXIe siècle; Shangri-la narre l'histoire de Kuniko Hojo, jeune fille future leader du Metal-Age, un groupe anti-gouvernemental. Dans un monde où la région de Tokyo est engloutie par la forêt et régie par les lois du taux de carbone pour limiter le réchauffement climatique, elle cherchera à élucider le mystère d'Atlas, la grande cité supposée sauver le Japon.

## Personnages
Kuniko Hojo (aussi appelée Digma 2) : elle est le personnage principal de l'histoire. Elle est âgée de 15 ans et devient le chef du Metal-Age au fur et à mesure des épisodes. C'est la fille adoptive de Momoko, la petite fille de Nagiko et la grande sœur cachée de Mikuni.
Momoko : une femme trans, mère adoptive de Kuniko
Nagiko Hojo : elle est la grand-mère de Kuniko, la créatrice et l'ancien gouverneur d'Atlas
Ryoko Naruse : ministre actuelle d'Atlas et aussi appelé Dame Ryoko
Mikuni (aussi appelée Digma 1) : futur ministre d'Atlas et petite sœur cachée de Kuniko. Aussi appelé Dame Mikuni. Elle détient un mystérieux pouvoir et craint la lumière du jour.
Takehiko : considéré comme le sous-chef du Metal-Age
Sayoko : médecin de Dame Mikuni
Kunihito Kusanagi (aussi appelé Digma 3) : Il est engagé dans l'armée d'Atlas et aide le Metal-Age à infiltrer Atlas lors de la destruction de Tokyo
Miko : servante de Mikuni mais est considérée comme une mère par celle-ci
Tomoka Yamazaki : amie de Kuniko (possède de long cheveux noirs)
Yuri Gamagori : amie de Kuniko (possède de courts cheveux châtain clair)
Karin : jeune fille blonde apparaissant souvent dans l'histoire accompagnée d'un ours en peluche et de Médusa. Elle est très seule et est toujours occupé sur ses ordinateurs.
On apprend les origines et les liens de Kuniko et Mikuni dans l'épisode 24(dernier épisode).

## Liste des épisodes
1. Le retour de la jeune fille
2. La jungle maudite d'Ikebukuro
3. Ombre et lumière
4. Néo-Akihabara
5. Tempête et tourment
6. Lignes de front imaginaires
7. Tragédie, compassion, bonté, vengeance
8. La cruauté du rouge à lèvres
9. Révélation divine sur le soleil et la lune
10. La dague aux paroles sacrées
11. Rêver d'être un oiseau
12. Forces transmigratoires
13. Jeune fille en vol
14. La ville aux mille visages
15. Égarement et défaite
16. L'enfer de la jungle
17. Traverser la nuit noire
18. La légende à deux têtes
19. Les bombardements de Tokyo
20. Réunion et harmonie
21. Disparition de la terre sacrée
22. Liens éternels
23. Prélude à la destruction
24. La patrie utopique